# Pueblitos navajos
O termo Pueblitos Navajos, também conhecido como Dinétah Pueblitos, refere-se a uma categoria de sítios arqueológicos que se encontram no ponto noroeste do estado americano do Novo México. Os locais consistem em estruturas relativamente pequenas de pedra e madeira que se acredita terem sido construídas pelo povo Navajo no final do século XVII e início do século XVIII. 
Os sítios estão localizados dentro da área cultural conhecida como Dinétah, a terra natal tradicional da tribo Navajo de nativos americanos. Os Pueblitos ("pequenas aldeias", em castelhano; cf. nativos americanos de Pueblo) são geralmente encontradas em locais defensáveis, ao longo das bordas das  mesas (formações geológicas) e em afloramentos e rochedos isolados. As estruturas, em si, podem consistir de um a seis espaços e assumir a forma de torres de vários andares, moradias em penhascos e recintos semelhantes a fortes. 

## Localização
A maioria dos sítios estão localizados em terras administradas pelo Departamento de Gestão de Terras do governo dos Estados Unidos nos condados de Rio Arriba e San Juan, Novo México. Esse locais, bem como um grande número de outros sítios arqueológicos navajos antigos, estão agrupados nos cânions Largo e Gobernador, que seguem na direção norte e oeste até o rio San Juan. 

## Influência indígena
Os locais, agora em ruínas, datam do que os arqueólogos chamam de fase "Gobernador" da história Navajo. Este foi um período de movimentos populacionais que começou com a Revolta Pueblo da década de 1680, durante a qual os espanhóis foram expulsos do Novo México por uma aliança de várias tribos do Rio Grande e de Pueblo Ocidental. Os espanhóis retornaram em 1692 e parece que alguns membros do povo Pueblo fugiram para as mesas e desfiladeiros dos Navajo. 
Um grande influxo de membros do povo Pueblo foram para a região de Dinétah, o que foi considerado por muito tempo pelos arqueólogos como o ensejo para uma mistura de traços culturais dos povos Pueblo e Navajo que parece ter ocorrido no século XVIII. A presença de refugiados do povo Pueblo também tem sido geralmente considerada a causa da construção desses importantes sítios arqueológicos. 
Há, no entanto, algum debate sobre a evidência de que um grande número de pessoas Pueblo viveu com os Navajos neste período. Os relatórios espanhóis parecem indicar que partes de várias comunidades Tewa e duas comunidades Jemez podem ter procurado refúgio com os Navajos. No entanto, evidências históricas dos Hopi Pueblos indicam que a maioria dos refugiados da região do Rio Grande foram para Hopi, levando alguns estudiosos a acreditar que o número de Puebloans que fugiram para o país Navajo pode ter sido de apenas algumas centenas. 

## Natureza defensiva
Quer tenham sido construídos por membros do Povo Navajo ou dos Pueblosm ou uma combinação de ambos, a maioria dos estudiosos concorda esses locais são de natureza altamente defensiva.Dinétah era uma área de fronteira no início do século 18, mantida por Navajos e possivelmente refugiados do povo Pueblo contra expedições espanholas retaliatórias e ataques dos povos Ute - Comanche . As estratégias defensivas empregadas nos sítios de Pueblito consistem em dois elementos gerais: aviso prévio e regulação do acesso. A localização dos locais permitia boa visualizações das rotas de abordagem  e os locais eram frequentemente situados de modo que pudessem ser visualmente interligados. 

## Arquitetura
Os Pueblitos são geralmente construídos como estruturas de alvenaria de dois andares localizados em afloramentos rochosos ou bordas de penhascos. A forma das estruturas segue geralmente o contorno do afloramento sobre o qual assentam. O espaço interior é dividido por paredes transversais adjacentes às paredes externas. Na maior parte dos casos, as estruturas e salas tendem a ter cantos arredondados. A alvenaria é geralmente feita de blocos e lajes de arenito sem formato definido, prontamente disponíveis, assentados em argamassa de lama. 
Os interiores dos quartos são frequentemente cobertos com argamassa de adobe prensada à mão. Os tetos dos quartos são sustentados por vigas de pinheiro e toras de zimbro. Acima das vigas primárias, ripas de zimbro e vigas de pinheiro são colocadas lateralmente . Às vezes, o Adobe é colocado para formar um piso. Lareiras de estilo espanhol são encontradas em alguns locais. Muitos pueblitos estão em boas condições e as paredes costumam ter de 1,2 a 4,5 metros de altura. 
Hogans (a residência principal e tradicional do povo Navajo) de estrutura bifurcada são muito comuns em toda a região de Dinétah, bem como em próximas aos pueblitos. Os hogans geralmente têm uma estrutura de três estruturas principais que formam um Tripé. As ripas de zimbro divididas são colocadas na estrutura para formar um cone. As ripas de zimbro foram originalmente cobertas com uma camada de argamassa de lama, mas esta camada já foi removida das estruturas daquele tempo. 

## Sítios importantes

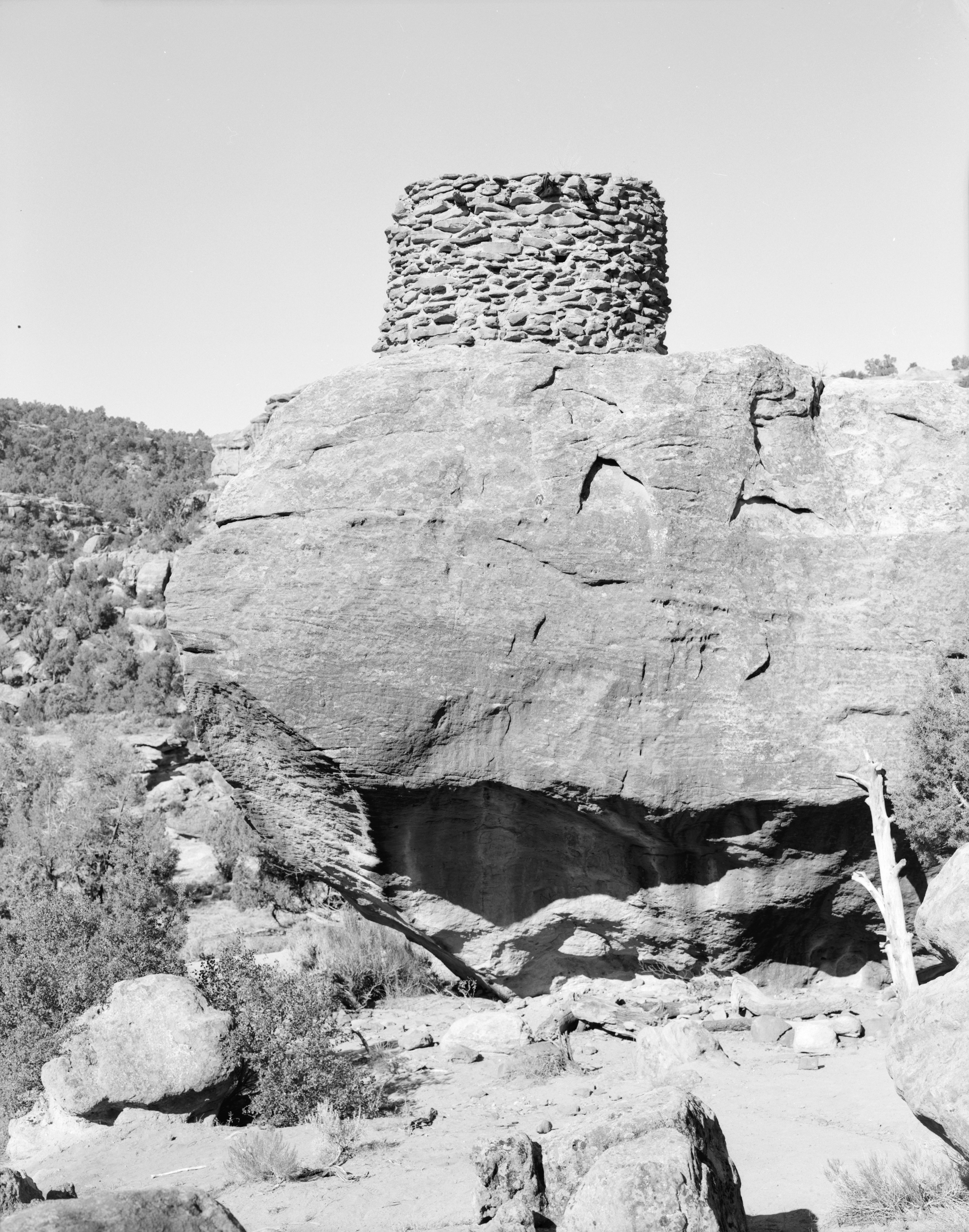
Pueblito do Cânion Simon, foto do Departamento de Pesquisa de Edifícios Históricos Americanos

Alguns dos maiores e mais bem documentados são: 
- Cânion Adolpho
- Ruína de Christmas Tree
- Distrito Arqueológico do Cânion Crow
- Rúína do Cânion Frances
- Sítio de Hooded Fireplace
- Ruína de Largo School
- Ruína de Old Fort
- Ruína de Shaft House
- Ruína do Cânion Simon
- Ruína de Split Rock
- Ruína de Tapacito
- Ruína de Three Corn. [3]